# Bas de Gaay Fortman
Bastiaan (Bas) de Gaay Fortman (Den Haag, 6 november 1937) is een Nederlandse politicus en wetenschapper. Hij was in de jaren zeventig het gezicht van de Politieke Partij Radikalen (PPR).

## Biografie
De Gaay Fortman was lid van de ARP, maar stapte in juli 1970 over naar de progressievere PPR. Bij de Tweede Kamerverkiezingen van april 1971 was hij een van de vier regionale lijsttrekkers van deze partij en werd hij lid van de Tweede Kamer. In aanloop naar de verkiezingen was hij schaduw-minister van Ontwikkelingssamenwerking in het Schaduwkabinet-Den Uyl.
Bij de vervroegde Tweede Kamerverkiezingen van november 1972 was hij landelijk lijsttrekker van de PPR. De partij steeg van twee naar zeven zetels, welke spectaculaire winst algemeen aan hem werd toegeschreven. (Er werd gesproken van het 'Bas-effect'.) De Gaay Fortman was fractievoorzitter en woordvoerder op de gebieden ontwikkelingssamenwerking, justitie, defensie, buitenlandse zaken en economische zaken. De Gaay Fortman was met zijn aparte sprekers- en redenaarstalent een karaktervol Kamerlid. In 1977 droeg hij het stokje over aan Ria Beckers en daarna was hij nog tot 1990 lid van de Eerste Kamer voor de PPR. Het laatste jaar opereerde hij namens GroenLinks.
Na zijn vertrek uit de Tweede Kamer bekleedde De Gaay Fortman een groot aantal bestuursfuncties en hoogleraarschappen, met name op het gebied van de ontwikkelingssamenwerking en op kerkelijk gebied. Namens de Protestantse Kerk in Nederland gaat De Gaay Fortman regelmatig voor.
De Gaay Fortman is vanaf september 2000 verbonden aan het Studie- en Informatiecentrum Mensenrechten (SIM) in Utrecht. Hij is hoogleraar Political Economy of Human Rights aan de Universiteit Utrecht en emeritus hoogleraar Political Economy aan het Institute of Social Studies in Den Haag. Tevens is De Gaay Fortman Chair van het Working Programme "Ordering and disordering: states societies and conflict" van the Netherlands Research School for Development Studies (CERES) verbonden aan de Universiteit Utrecht en had hij zitting in de subcommissies mensenrechten en ontwikkelingssamenwerking van de Adviesraad Internationale Vraagstukken.

## Persoonlijk
Bas de Gaay Fortman is de zoon van de antirevolutionaire minister en senator Wilhelm Friedrich de Gaay Fortman, met wie hij enkele jaren tegelijk in de Eerste Kamer zat. Grootvader van vaders kant en naamgenoot Bastiaan de Gaay Fortman (1884-1961) was onder andere rechter. Zijn grootvader en overgrootvader van moederskant (Woltjer) waren eveneens senator, ook voor de ARP. Hij trouwde in 1962. Met zijn vrouw kreeg hij een zoon (die op jonge leeftijd overleed) en vier dochters.